# Bulbophyllum leucothyrsus
Bulbophyllum leucothyrsus là một loài phong lan thuộc chi Bulbophyllum.